# Thelotrema macrosporum
Thelotrema macrosporum är en lavart som beskrevs av P.M. Jørg. & P. James 1995. Thelotrema macrosporum ingår i släktet Thelotrema och familjen Thelotremataceae.   Inga underarter finns listade i Catalogue of Life.